# Nouran El Torky
Nouran El Torky , née le 7 novembre 1992 à Alexandrie, est une joueuse professionnelle de squash représentant l'Égypte. Elle atteint, en janvier 2015, la 41e place mondiale sur le circuit international, son meilleur classement.
Elle a une sœur plus âgée Heba El Torky qui est également joueuse professionnelle de squash.

## Palmarès

### Finales
- Open de Chine : 2008